# Katharina Hacker
Katharina Hacker (Francoforte sul Meno, 11 gennaio 1967) è una scrittrice tedesca, nota soprattutto per il romanzo Die Habenichtse (Le non abbienti), per il quale le è stato conferito il Deutscher Buchpreis nel 2006. Nel 2005 ha inoltre vinto lo Stadtschreiber von Bergen.
Ha studiato Filosofia e Storia del popolo ebraico a Friburgo e a Gerusalemme, presso l'Università Ebraica. Divenuta scrittrice, si è trasferita a Berlino, dove attualmente vive.

## Opere
- Tel Aviv. Eine Stadterzählung
- Morpheus oder Der Schnabelschuh
- Der Bademeister'
- Eine Art Liebe
- Die Habenichtse
- Überlandleitung